# Волчья Гора (Киев)

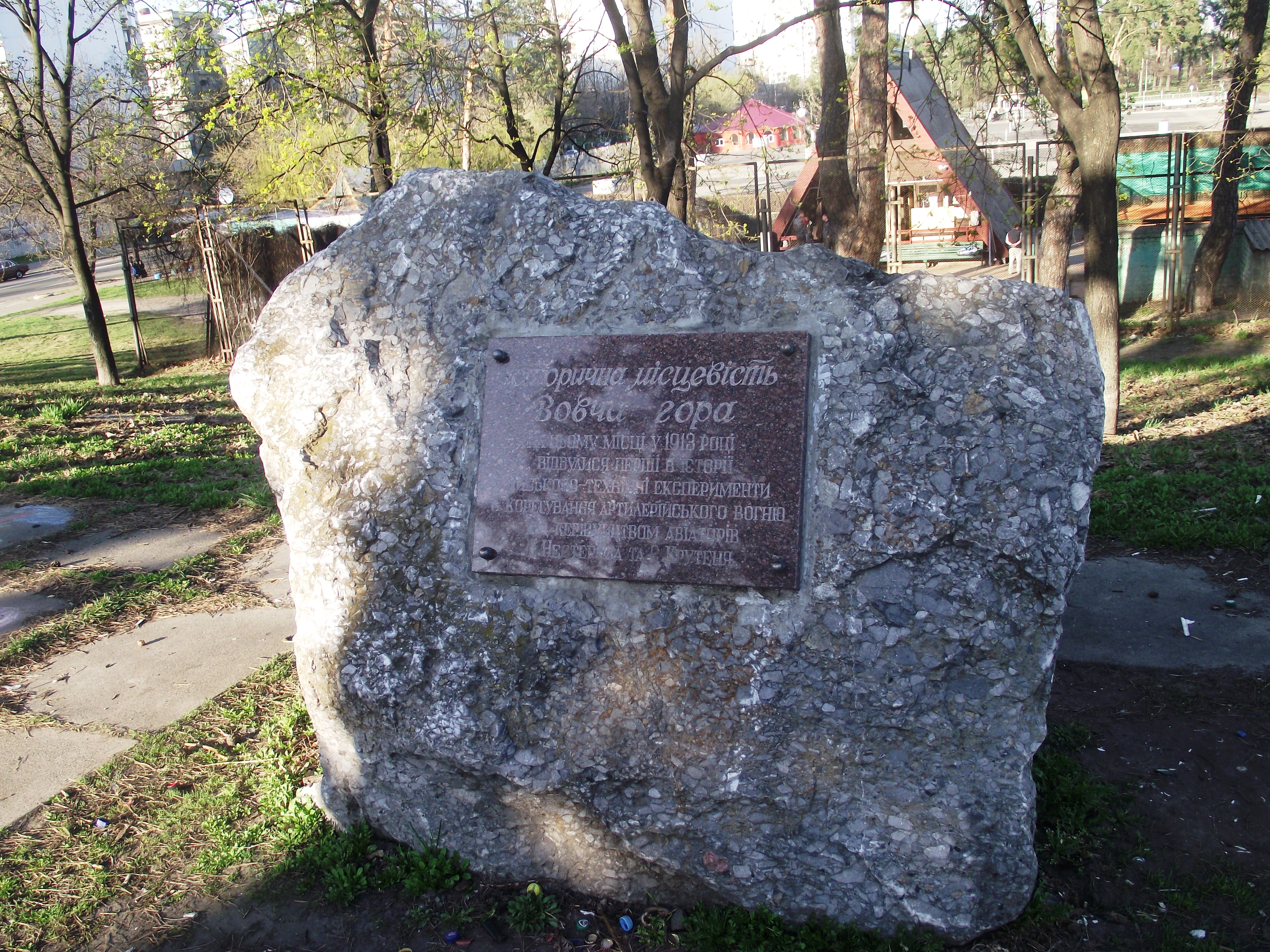
Памятный знак на «Волчьей горе» как напоминание о проведении первых в истории военно-технических экспериментов по корректировке артиллерийского огня с применением авиации.

Волчья Гора — холм и ландшафтный заказник в Киеве. 
С 1868 по 1936 на этом месте существовал артиллерийский полигон, который начинался от Броварского шоссе и занимал огромную территорию между Никольской, Воскресенской слободками и Вигуровщиной на западе и хутором Быковня на востоке — по периметру около 15 километров. На севере полигон граничил с Лесным Кладбищем.
В течение июля 1913 года военный лётчик Петр Нестеров и пятеро его коллег (среди них — будущий герой Первой мировой войны, капитан Российской империи, ас истребительной авиации, военный теоретик, основоположник тактики истребительной авиации, военный писатель и публицист Евграф Крутень) работали на полигоне вместе с артиллеристами на четырёх аэропланах, отрабатывая тактические приёмы ведения воздушной разведки и корректировки артиллерийского огня с применением авиации (первые в истории совместные учения артиллеристов и лётчиков).